# Nanopesticide
 (mai 2025).
Si vous disposez d'ouvrages ou d'articles de référence ou si vous connaissez des sites web de qualité traitant du thème abordé ici, merci de compléter l'article en donnant les références utiles à sa vérifiabilité et en les liant à la section « Notes et références ».
Un nanopesticide est un pesticide dont la formulation recourt aux nanotechnologies pour améliorer ses caractéristiques.
En dépit du grand nombre de recherches conduites, aucun produit relevant clairement de la catégorie des nanopesticides ne bénéficie d'une autorisation de mise sur le marché en tant que produit phytopharmaceutique. Par ailleurs, dans l'Union Européenne, le dioxyde de silicium (SiO2) est la seule substance active bénéficiant d'une approbation pour être utilisée en tant que nanomatériau dans des produits biocides. Le développement des nanopesticides dépendra des réglementations adoptées dans les différentes parties du monde pour définir quels produits relèvent de la nanotechnologie, et pour harmoniser les méthodes d'évaluation de leurs risques pour la santé publique et l’environnement. L'avenir de ces produits sera lié à la balance entre d'une part leurs avantages en termes de renforcement de l'efficacité, et de réduction d’utilisation et d'impact des produits phytopharmaceutiques, et d'autre part leurs inconvénients liés à la contamination par les nanoparticules vers les personnes et l'environnement.

## Problèmes de définition
Le terme de nanopesticide est employé pour désigner une très large gamme de produits en ce qui concerne leurs tailles, leurs natures et leurs usages agricoles. La majorité des nanopesticides décrits dans la littérature dépassent largement la limite de taille de 100 nm qui a été recommandée à des fins réglementaires pour les nanoparticules. Des difficultés sont rencontrées pour appliquer aux nanopesticides les critères propres aux nanoparticules. Ainsi, une définition basée uniquement sur la taille exclut de nombreuses nanoformulations récentes et, d'autre part, inclut des produits présents sur le marché depuis des décennies comme les microémulsions, et d'autres agents de formulation tels que les argiles et les polymères. Dans ce contexte, il peut être plus utile de parler de technologies nano-activées ou de formulation, plutôt que de se concentrer uniquement sur les nanoparticules et leur définition.

## Bénéfices attendus
Les pesticides peuvent être plus facilement absorbés par les plantes s'ils sont en forme de nanoparticules, ce qui permet de baisser fortement les quantités de produits à appliquer. L'utilisation des nanopesticides laisse espérer une réduction importante de l'impact des substances actives des produits phytopharmaceutiques sur l'environnement et une amélioration de la qualité et de la quantité des rendements.
Une voie de recherche porte sur le maintien de la stabilité colloïdale pour prévenir la séparation des phases pendant le stockage et l'application des produits phytopharmaceutiques. La plupart des formulations actuelles contiennent des structures appartenant à la gamme des nanomètres (comme les micelles) qui existent également dans de nombreux produits naturels (lait). Les recherches sur les formulations permettent une meilleure compréhension de ces structures, en vue de faciliter leur synthèse et leur amélioration.
Des formulations nano-encapsulées pourraient être composées d'émulsions faites de petites micelles formées avec une plus petite quantité de tensioactifs, ou des microcapsules avec un réseau nanopore bien défini. De tels produits permettraient une meilleure gestion des intrants agricoles et de réduire l'impact de l'agriculture.
Les nanoparticules conçues dans d'autres secteurs, comme les nanotubes de carbone, ont un très faible potentiel pour les applications agricoles à grande échelle. Dans le domaine alimentaire, l'intérêt est passé des nanomatériaux inorganiques aux nanomatériaux organiques, comme les nanocapsules et les nanocomposites. Toutefois, les nanotechnologies déjà développées pour des applications alimentaires ou pharmaceutiques ne sont pas encore compétitives avec les produits agrochimiques classiques sur le plan économique.

## Risques liés aux nanopesticides
Les nanopesticides suscitent des interrogations en termes d'impact environnemental possible, car ils représentent une source intentionnelle de diffusion de nanoparticules dans l'environnement, et d’exposition des utilisateurs, des agriculteurs et des consommateurs. De manière générale, les agriculteurs sont peu informés sur les utilisations et les risques des nanomatériaux et des nanotechnologies. 
Ils présentent également un risque élevé de rejet sociétal et par la voie réglementaire. Un scénario comparable au rejet des organismes génétiquement modifiés par l'opinion publique en Europe est possible. À ce jour, toutefois, il est difficile pour le public d'appréhender les enjeux des nanopesticides car peu d'informations sont disponibles quant à l'ampleur de leurs applications.

## L'évaluation des risques
Selon un consensus largement admis, il n'existe actuellement pas de données fiables et suffisantes pour permettre une évaluation claire des risques liés aux nanopesticides. En effet, les protocoles d'évaluation précédemment développés pour les autres types de produits chimiques, ne sont pas pertinents pour mesurer les risques liés aux nanoparticules. Par ailleurs, le niveau actuel des connaissances sur les nanoparticules semble être largement insuffisant pour une évaluation fiable des risques associés à l'utilisation de ces produits dans les conditions de la production agricole.

## Nanomatériaux et biocides
Le règlement n° 528/2012 du parlement européen et du conseil du 22 mai 2012 concerne la mise à disposition sur le marché et l’utilisation des produits biocides. Il prévoit dans son article 69 relatif à la classification, l'emballage et l'étiquetage, que l'étiquette doit indiquer « les éventuels nanomatériaux présents dans le produit et les risques spécifiques éventuels qui y sont liés, ainsi que le terme «nano» entre parenthèses après chaque mention de nanomatériaux ».
Par ailleurs, ce règlement impose que les biocides contenant des nanomatériaux passent par une autorisation spécifique. Ainsi, le dioxyde de silicium (SiO2) est la seule substance active bénéficiant d'une approbation pour être utilisée en tant que nanomatériau dans des produits biocides, et elle fait l'objet de deux mesures d'approbation :
- le règlement d'exécution 2017/794[3] approuvant le dioxyde de silicium en tant que substance active (classique) destinée à être utilisée dans les produits biocides du type de produit 18 ;
- le règlement d'exécution 2017/795[4] approuvant le dioxyde de silicium amorphe synthétique pyrogéné, nano, traité en surface, en tant que substance active existante destinée à être utilisée dans les produits biocides du type de produit 18.

Dans le domaine des biocides, les types de produits 18 sont des insecticides, des acaricides et des produits utilisés pour lutter contre les autres arthropodes, par d'autres moyens qu'en les repoussant ou en les attirant. 
Le règlement d'exécution 2017/795 précise les caractéristiques structurelles de référence suivantes pour le dioxyde de silicium (SiO2) :
- teneur en carbone : 3,0-4,0 % ;
- tailles des particules primaires : 6,9-8,6 nm ;
- surface spécifique : 217-225 m2/g ;
- taille des particules stables agrégées : > 70 nm ;
- traitement de surface : > 90 % de la surface traitée à l'hexaméthylsilazane (CAS 999-97-3).

## Perspectives
Un préalable au développement et à la mise sur le marché de nanopesticides est une clarification de la réglementation sur la définition des produits ayant recours aux nanotechnologies, et à la mise au point de protocoles d'évaluation des risques pour la santé publique et l'environnement de ces produits.
Le devenir des nanopesticides peut être favorisé s'ils présentent des caractéristiques bénéfiques, en réduisant les effets des produits phytopharmaceutiques grâce à une forte réduction des quantités employées. Mais ils peuvent au contraire être perçus comme une source supplémentaire de contamination des personnes et de l'environnement, par la diffusion des nanoparticules.

## Expérimentation sur vigne
Depuis le début 2016 et pour une durée de trois ans, une expérimentation est en cours en Espagne, dans la région de la Galice, pour tester l’application de nanoparticules de cuivre (NPCu) pour lutter contre les maladies du bois de la vigne, dans le cadre du projet Winetwork. Ce projet est cofinancé par l’Union européenne dans le cadre du programme Horizon 2020. Le protocole prévoit l'injection d'une solution aqueuse de nanoparticules de cuivre dans la souche, et de traitements foliaires en pulvérisant un mélange de nanoparticules de cuivre et d’éliciteur à base d’acides aminés de sang porcin.
Cette technique présente un avantage pour l’environnement en raison de la faible quantité de cuivre employée grâce à l’utilisation des nanoparticules. En revanche, le traitement avec des nanoparticules de cuivre présente un coût élevé, d'environ 450 €/ha. Le point clé de cette technique est la capacité supposée des nanoparticules de cuivre à se déplacer dans les vaisseaux des plantes pour arrêter les maladies du bois.

## Sources
- (en) Nanopesticides and Nanofertilizers: Emerging Contaminants or Opportunities for Risk Mitigation?, Melanie Kah, Front Chem. 2015; 3: 64., 2015.
- (en) Nanopesticide research: Current trends and future priorities, Melanie Kah, Thilo Hofmann, Environment international 63C:224-235, 2013.
- (en) Everything You Need To Know About Nanopesticides, Virginia Gewin, Modern Farmer, 2015.
- (en) Nanopesticides: a promising new pesticide solution?, Virginia Tressider, ECOS, 2015.
- (en) Nanopesticides: Synthesis and Application of Nanosphare Structures, Vahid Derakhsh Ahmadi, Babak Heidary Alizadeh, Bulletin de la Société Royale des Sciences de Liège, Vol. 86, special edition, 2017, p. 845 - 854.